# Juggling with Fate
Juggling with Fate è un cortometraggio muto del 1913 diretto da William Duncan. Protagonisti del film sono il famoso cow boy dello schermo Tom Mix e il suo cavallo, Old Blue.

## Produzione
Il film fu prodotto dalla Selig Polyscope Company.

## Distribuzione
Distribuito dalla General Film Company, il film - un cortometraggio in una bobina - uscì nelle sale cinematografiche statunitensi il 12 marzo 1913.